# Utrka na 100 metara
Utrka na 100 metara smatra se klasičnom sprinterskom atletskom disciplinom. Kako je riječ o najkraćoj trkačkoj disciplini, pobjednik utrke na 100 metara često se smatra i najbržim trkačem/trkačicom na svijetu, jer na utrci od 100 metara je isključivo važna brzina, dok je na 200 metara i nadalje izdržljivost postaje sve važnija.

## Svjetski rekordi
Obaranje rekorda na 100 m vrlo je rijedak događaj te izaziva posebnu pozornost. Trenutno je kod muškaraca rekord 9,58 sekundi, koji je postigao Usain Bolt iz Jamajke, na Svjetskome prvenstvu u Berlinu 16. kolovoza 2009. Kod žena rekord drži Florence Griffith Joyner iz SAD-a u vremenu 10,49 sekundi, a postignut je u Indianapolisu, 16. srpnja 1988.

## Pregled najboljih rezultata - muškarci
Kako je povijesno tekao razvoj rezultata na 100 m pogledajte u članku razvoj svjetskog rekorda na 100 m. Također pogledajte i članak osvajači olimpijskih medalja u utrci na 100 m.
Ovo je 15 najboljih rezultata svih vremena: (Stanje 16. svibnja 2015.)
- Ben Johnson istrčao je 9,79 u Seulu 1998. i 9,83 u Rimu 1987. (rezultati brisani zbog dopinga)
- Tim Montgomery istrčao je 9,78 u Parizu 2002. (rezultat poništen zbog dopinga)
- Justin Gatlin istrčao je 9,77 u Dohi 12. svibnja 2006. (rezultat pod istragom zbog dokazanog dopinga, iako se još vodi u tablicama do konačne odluke), ali mu je ostao rezultat od 9,85 i naslov Olimpijskog pobjednika iz Atene 2004.

## 10 najboljih rezultata - žene
Kako je tekao razvoj rezultata na 100 m kod žena pogledajte u članku Razvoj svjetskog rekorda na 100 m, žene. Također pogledajte i članak osvajači olimpijskih medalja u utrci na 100 m, žene.
| poredak | vrijeme | vjetar (m/s) | atletičar          | država            | nadnevak           | mjesto        |
| ------- | ------- | ------------ | ------------------ | ----------------- | ------------------ | ------------- |
| 1.      | 9,58 WR | +0,9         | Usain Bolt         | Jamajka           | 16. kolovoza 2009. | Berlin        |
| 2.      | 9,69    | +2,0         | Tyson Gay          | SAD               | 20. rujna 2009.    | Šangaj        |
| 2.      | 9,69    | −0,1         | Yohan Blake        | Jamajka           | 23. kolovoza 2012. | Lausanne      |
| 4.      | 9,72    | +0,2         | Asafa Powell       | Jamajka           | 2. rujna 2008.     | Lausanne      |
| 5.      | 9,74    | +0,9         | Justin Gatlin      | SAD               | 15. svibnja 2015.  | Doha          |
| 6.      | 9,78    | +0,9         | Nesta Carter       | Jamajka           | 29.kolovoza 2010.  | Rieti         |
| 7.      | 9,79    | +0,1         | Maurice Greene     | SAD               | 16. lipnja 1999.   | Atena         |
| 8.      | 9,80    | +1,3         | Steve Mullings     | Jamajka           | 4. lipnja 2011.    | Eugene        |
| 9.      | 9,82    | +1,7         | Richard Thompson   | Trinidad i Tobago | 21. lipnja 2014.   | Port of Spain |
| 10.     | 9,84    | +0,7         | Donovan Bailey     | Kanada            | 27. srpnja 1996.   | Atlanta       |
| 10.     | 9,84    | +0,2         | Bruny Surin        | Kanada            | 22. kolovoza 1999. | Sevilja       |
| 12.     | 9,85    | +1,2         | Leroy Burrell      | SAD               | 6. srpnja 1994.    | Lausanne      |
| 12.     | 9,85    | +1,7         | Olusoji Fasuba     | Nigerija          | 12. svibnja 2006.  | Ad-Dawhah     |
| 12.     | 9,85    | +1,3         | Mike Rodgers       | SAD               | 4. lipnja 2011.    | Eugene        |
| 15.     | 9,86    | +1,2         | Carl Lewis         | SAD               | 25. kolovoza 1991. | Tokio         |
| 15.     | 9,86    | −0,7         | Frankie Fredericks | Namibija          | 3. srpnja 1996.    | Lausanne      |
| 15.     | 9,86    | +1,8         | Ato Boldon         | Trinidad i Tobago | 19. travnja 1998.  | Walnut        |
| 15.     | 9,86    | +0,6         | Francis Obikwelu   | Portugal          | 22. kolovoza 2004. | Atena         |
| 15.     | 9,86    | +1,4         | Keston Bledman     | Trinidad i Tobago | 23. lipnja 2012.   | Port of Spain |

| poredak | vrijeme | vjetar (m/s) | atletičarka              | nadnevak           | mjesto       |
| ------- | ------- | ------------ | ------------------------ | ------------------ | ------------ |
| 1.      | 10,49   | 0,0          | Florence Griffith Joyner | 16. srpnja 1988.   | Indianapolis |
| 2.      | 10,64   | +1,2         | Carmelita Jeter          | 20. rujna 2009.    | Šangaj       |
| 3       | 10,65   | +1,1         | Marion Jones             | 12. rujna 1998.    | Johannesburg |
| 4.      | 10,70   | +0,6         | Shelly-Ann Fraser-Pryce  | 29. lipnja 2012.   | Kingston     |
| 5.      | 10,73   | +2,0         | Christine Arron          | 19. kolovoza 1998. | Budimpešta   |
| 6.      | 10,74   | +1,3         | Merlene Ottey            | 7. rujna 1996.     | Milano       |
| 7.      | 10,75   | +0,4         | Kerron Stewart           | 10. srpnja 2009.   | Rim          |
| 8.      | 10,76   | +1,7         | Evelyn Ashford           | 22. kolovoza 1984. | Zürich       |
| 8.      | 10,76   | +1,1         | Veronica Campbell-Brown  | 31. svibnja 2011.  | Ostrava      |
| 10.     | 10,77   | +0,9         | Irina Privalova          | 6. lipnja 1994.    | Lausanne     |
| 10.     | 10,77   | +0,7         | Ivet Lalova              | 19. lipnja 2004.   | Plovdiv      |